# Glee: The Music, Volume 6
Glee: The Music, Volume 6 é um álbum de trilha sonora da série americana Glee, que contém canções do décimo sétimo ao vigésimo segundo, e último, episódio da segunda temporada da série. Além do elenco regular e recorrente de Glee, conta com vocais de Gwyneth Paltrow, Kristin Chenoweth, Jonathan Groff e Charice, como participações especiais.
Anunciado em 3 de maio de 2011, além de diversos covers, conta com três canções originais: "As Long as You're There", "Pretending" e "Light Up the World", produzidas pelo mesmo produtor de "Loser Like Me" e "Get It Right", também originais de Glee. Foi lançado no dia 23 de maio de 2011 pela Columbia Records.

## Canções originais
- "Light Up the World" é uma canção original gravada por Heather Morris e Kevin McHale, como Brittany Pierce e Artie Abrams, nos vocais principais. A canção estreou no programa de rádio do Ryan Seacrest no dia 10 de maio de 2011 e estará presente no último episódio da segunda temporada. A canção foi primeira de três originais do álbum a ser lançada para download digital.

- "Pretending" é uma balada realizada pelo elenco por Lea Michele e Cory Monteith, como Rachel Berry e Finn Hudson, nos vocais. A canção foi lançada para download digital no dia 15 de maio de 2011.

- "As Long as You're There" é uma balada realiza pelo Vocal Adrenaline, coral rival do New Directions, com a cantora Charice no vocal principal. A canção foi lançada no dia 17 de maio de 2011.

## Faixas
| N.º | Título                        | Intérpretes                                                                             | Duração |  |
| 1.  | "Turning Tables"              | Gwyneth Paltrow                                                                         | 4:06    |  |
| 2.  | "I Feel Pretty / Unpretty"    | Dianna Agron e Lea Michele                                                              | 3:59    |  |
| 3.  | "As If We Never Said Goodbye" | Chris Colfer                                                                            | 4:54    |  |
| 4.  | "Born This Way"               | Chris Colfer, Amber Riley e Jenna Ushkowitz                                             | 4:06    |  |
| 5.  | "Dreams"                      | Kristin Chenoweth e Matthew Morrison                                                    | 4:16    |  |
| 6.  | "Songbird"                    | Naya Rivera                                                                             | 3:18    |  |
| 7.  | "Go Your Own Way"             | Lea Michele                                                                             | 3:41    |  |
| 8.  | "Don't Stop"                  | Chord Overstreet, Dianna Agron, Lea Michele e Cory Monteith                             | 3:17    |  |
| 9.  | "Rolling in the Deep"         | Lea Michele e Jonathan Groff                                                            | 3:24    |  |
| 10. | "Isn't She Lovely"            | Kevin McHale                                                                            | 1:38    |  |
| 11. | "Dancing Queen"               | Amber Riley e Naya Rivera                                                               | 3:39    |  |
| 12. | "Try a Little Tenderness"     | Amber Riley                                                                             | 4:01    |  |
| 13. | "My Man"                      | Lea Michele                                                                             | 2:15    |  |
| 14. | "Pure Imagination"            | Chris Colfer, Cory Monteith, Jenna Ushkowitz e Kevin McHale                             | 3:18    |  |
| 15. | "Bella Notte"                 | Chord Overstreet, Kevin McHale e Mark Salling                                           | 2:31    |  |
| 16. | "As Long as You're There"     | Charice                                                                                 | 4:16    |  |
| 17. | "Pretending"                  | Lea Michele e Cory Monteith                                                             | 3:57    |  |
| 18. | "Light Up the World"          | Naya Rivera, Heather Morris, Kevin McHale, Cory Monteith, Jenna Ushkowitz e Lea Michele | 3:43    |  |

## Solos Vocais
- Naya Rivera (Santana) - "Songbird", "Dancing Queen", "Light Up the World"
- Cory Monteith (Finn) - "Don't Stop", "Pure Imagination", "Pretending", "Light Up the World"
- Lea Michele] (Rachel) - "I Feel Pretty/Unpretty", "Go Your Own Way", "Don't Stop", "Rolling in the Deep", "My Man", "Pretending", "Light Up the World"
- Dianna Agron (Quinn) - "I Feel Pretty/Unpretty", "Don't Stop"
- Chris Colfer (Kurt) - "As If We Never Said Goodbye", "Born This Way", "Pure Imagination"
- Amber Riley (Mercedes) - "Born This Way", "Dancing Queen", "Try a Little Tenderness"
- Heather Morris (Brittany) - "Light Up the World"
- Kevin McHale (Artie) - "Isn't She Lovely", "Pure Imagination", "Bella Notte", "Light Up the World"
- Jenna Ushkowitz (Tina) - "Born This Way", "Pure Imagination", "Light Up the World"
- Chord Overstreet (Sam) - "Don't Stop", "Bella Notte"
- Mark Salling (Puck) - "Bella Notte"
- Matthew Morrison (Will) - "Dreams"
- Gwyneth Paltrow (Holly) - "Turning Tables"
- Kristin Chenoweth (April) - "Dreams"
- Jonathan Groff (Jesse) - "Rolling in the Deep"
- Charice (Sunshine) - "As Long As You're There"

## Paradas musicais
| Parada (2011)                            | Melhor posição |
| ---------------------------------------- | -------------- |
| Austrália (Australian Albums Chart)      | 3              |
| Irlanda (Irish Albums Chart)             | 4              |
| Nova Zelândia (New Zealand Albums Chart) | 3              |
| Estados Unidos (Billboard 200)           | 4              |